# Daniel Nyblin

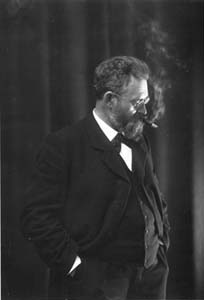
Daniel Nyblin

Carl Petter Daniel Dyrendahl Nyblin (* 30. Juni 1856 in Drammen, Norwegen; † 19. Juli 1923 in Helsinki, Finnland) war ein finnischer Porträtfotograf. Seine Arbeiten waren Milieustudien, die er überwiegend ohne künstliches Licht anfertigte. 1877 gründete er sein noch heute fortbestehendes Atelier in Helsinki. Nyblin beeinflusste zahlreiche finnische Fotografen, darunter Alfred Nybom, Emmi Fock und A. J. Tenhovaara.

## Ausstellungen (Auswahl)
- 1986: Daniel Nyblin: Valokuvia. Fotogalerie Hippolyte, Helsinki.[2]
- 1987: Daniel Nyblin, Victor Barsokevitsch. Victor Barsokevitsch Photographic Centre, Kuopio.[3]
- 2006: Daniel Nyblin – 150th Anniversary of Norwegian-Finnish Photographer. Fotogalerie „Latera Magica“, Helsinki.[4]